# Guidobaldo Gondi
Guidobaldo (detto Antonio) Gondi (Firenze, 2 gennaio 1486 – Parigi, 1560) è stato un banchiere italiano, capostipite del ramo francese della famiglia Gondi.

## Biografia
Figlio di Antonio e di Maddalena Corbinelli, adottò il nome del padre e si stabilì a Lione per esercitarvi l'attività di banchiere.
Guidobaldo, detto Antonio, venne chiamato a corte dalla regina Caterina de' Medici e fu maestro di palazzo del duca d'Angiò (il futuro Enrico III).
Nel 1516 sposò Maria Caterina di Pierrevive, donna ricca e intelligente, che nel 1521 acquistò la signoria di Le Perron facendo ascendere la famiglia al rango nobiliare; fu padre di Alberto, maresciallo di Francia, e Pietro, vescovo di Parigi e cardinale.